# هوراسيو مارتينيز (لاعب كرة قدم)
هوراسيو مارتينيز (بالإسبانية: Horacio Martínez)‏ هو لاعب كرة قدم أرجنتيني في مركز الهجوم، ولد في 24 أبريل 1987 في روساريو في الأرجنتين. لعب مع نادي أريتسو.

## وصلات خارجية
- هوراسيو مارتينيز (لاعب كرة قدم) على موقع قاعدة بيانات كرة القدم.إي يو (الإنجليزية)
- هوراسيو مارتينيز (لاعب كرة قدم) على موقع Soccerway.com (الإنجليزية)